# Wendy Choo
Karen Yu, meglio conosciuto con il ring name Wendy Choo (Queens, 18 gennaio 1992), è una wrestler statunitense sotto contratto con la WWE.
Prima di firmare per la WWE ha lavorato per Impact Wrestling e la Ring of Honor.

## Carriera

### WWE (2018–presente)

#### Mae Young Classic (2018)
Karen fece il suo debutto per la WWE, competendo nella seconda edizione Mae Young Classic dove venne annunciata come una delle partecipanti. Il 19 agosto, Karen venne tuttavia sconfitta ed eliminata da Xia Li al primo turno.

#### NXT(2019–presente)
Nel febbraio del 2019 Karen, tramite il suo account Twitter, annunciò di aver firmato per la WWE. Dopo aver debuttato in diversi eventi dal vivo di NXT, dalla puntata di NXT del 25 novembre 2020 vennero mandati in onda dei video in cui Karen, con la faccia pitturata e sotto il ring name "Mei Ying", misteriosa leader di una setta nota come Tian Sha, osservava Boa e Xia Li mentre venivano sottoposti a durissime punizioni imposte da lei stessa e da un misterioso uomo cinese anziano. Successivamente, Mei iniziò ad apparire ad NXT assistendo in lontananza ai match di Boa e Xia, sempre seduta su di un trono e spesso intervenendo attivamente sfavorendo gli avversari dei suoi assistiti. Venne poi rivelata la storia di Mei: ella sarebbe stata una principessa cinese vissuta oltre 2000 anni, il cui fratello uccise suo padre per governare il paese con crudeltà, ma lei, fuggendo per trovare qualcuno che la aiutasse a vendicare la morte del genitore, offrì la sua anima ad un antico e possente drago (kayfabe). Il debutto di Mei sul ring avvenne nella puntata di NXT del 24 agosto 2021 dove sconfisse senza problemi la jobber Virginia Ferry. Nella puntata di NXT 2.0 del 5 ottobre, però, Mei venne inaspettatamente sconfitta da Indi Hartwell.
Successivamente, Mei sparì dalle scene, lasciando intendere che il suo spirito fosse stato "assorbito" da Boa. Tornò in WWE poco tempo dopo con il ring name "Wendy Choo", con la gimmick face di un'eccentrica ed infantile ragazzina indossante pigiama e pantofole. Il suo debutto avvenne nella puntata di NXT 2.0 del 1º febbraio dove sconfisse Amari Miller. Dopo aver perso contro Indi Hartwell e trionfato su Tiffany Stratton, la Choo si alleò con Dakota Kai per competere nel Dusty Rhodes Tag Team Classic femminile, dove le due trionfarono su Indi Hartwell e Persia Pirotta nei quarti di finale nella puntata di NXT 2.0 del 1º marzo, e poi anche su Cora Jade e Raquel Gonzalez nella semifinale, svoltasi l'8 marzo nella puntata speciale NXT Roadblock. Nella finale, svoltasi il 22 marzo ad NXT 2.0, Wendy e Dakota vennero tuttavia sconfitte da Io Shirai e Kay Lee Ray.
Nella puntata di NXT 2.0 del 10 maggio Wendy e Roxanne Perez affrontarono Gigi Dolin e Jacy Jayne per l'NXT Women's Tag Team Championship ma vennero sconfitte. Il 4 giugno, a NXT In Your House, Wendy affrontò Mandy Rose per l'NXT Women's Championship ma venne sconfitta. Il 5 luglio, nella puntata speciale NXT The Great American Bash, Wendy venne sconfitta da Tiffany Stratton. La susseguente faida con la Stratton si concluse nella puntata di NXT 2.0 del 23 agosto quando Wendy ebbe la meglio in un Lights Out match.

## Personaggio

### Mosse finali
- Sleeping Splash (Diving splash)
- Spring Roll (Boston Crab)
- Suplex seguito da una facebuster

## Titoli e riconoscimenti
- East Coast Wrestling Association
  - ECWA Women's Championship (1)
- Victory Pro Wrestling
  - VPW Women's Championship (1)
- Women's Wrestling Revolution
  - Greatest Rivals Round Robin Tournament (2018)